# Shining Time Station
Shining Time Station (conocida en Latinoamérica como La Estación de la Alegría) es un programa de televisión estadounidense relacionado con Thomas y sus amigos. Fue emitido en los Estados Unidos por el canal PBS desde 1989 hasta 1995, y en Latinoamérica por el desaparecido canal mexicano ZAZ desde 1994 hasta 1998.

## Reparto

### Regulares
- Didi Conn como Stacy Jones
- Brian O'Connor como Horace Schemer

### Regulares de la primera temporada
- Ringo Starr como Sr. Conductor
- Leonard Jackson como Henry "Harry" Cupper
- Jason Woliner como Matthew "Matt" Jones
- Nicole Leach como Tanya Cupper

### Protagonistas del Especial Navideño
- Ardon Bess como Tucker Cupper
- Lloyd Bridges como Sr. Nicolás
- Judy Marshack como Claire
- Rachel Miner como VIckie

### Regulares del resto de las temporadas
- George Carlin como Sr. Conductor
- Erica Lutrell como Kara Cupper
- Ari Madger como Dan Jones
- Danielle Marcot como Becky
- Tom Jackson como Billy Twofeathers

### Personajes secundarios
- Jerome Dempsey como el Alcalde Osgood Bob Flopdinger
- Mart Hulswit como J.B. King, Esq.
- Bobo Lewis como Midge Smoot
- Barbara Hamilton como Ginny Johnson
- Johnathan Shapiro como Schemee
- Gerald Parkes como Barton Winslow
- Aurelio Padrón como Felix Perez

### La banda de marionetas Jukebox
- Olga Marin como Didi
- Wayne White como Tex (1989)
- Alan Semok como Tex (1990–1993)
- Craig Marin como Rex y JJ Silvers
- Jonathan Freeman como Tito Swing
- Alan Semok/Peter Baird/Vanesse Thomas como Grace el bajo (1989-1990)
- Peter Baird/Kenny Miele/Vaneese Thomas como Grace el Bajo (1991-1993)

- Datos: Q7497567